# Salvador Comelles Garcia
Salvador Comelles Garcia (Terrassa, 1959) és professor de la Facultat de Ciències de l'Educació de la UAB i escriptor de narrativa juvenil i infantil. L'obra de Salvador Comelles es compon majoritàriament de narracions i poemes per a nens i nenes entre els 7 i 12 anys, encara que també ha escrit alguna novel·la juvenil. És també autor de molts materials per l'aprenentatge del català oral i escrit. Ha rebut diferents premis, entre ells el Premi Cavall Fort al 1980, el que li va proporcionar un gran impuls en la seva carrera d'escriptor. Altres premis destacats han estat el premi Josep Maria Folch i Torres al 1993 amb El mar dels naufragis i el premi de la Crítica Serra d'Or al 2010 amb El circ. Ha participat com a jurat en diferents premis literaris: el premi Lola Anglada, instituït per l'Ajuntament i la Caixa d'Estalvis de Terrassa; i els Premis Calassanç de la ciutat de Terrassa. Algunes de les seves obres han estat traduïdes al castellà, gallec i francès. Des del vessant de la literatura infantil ha estudiat els contes de Pere Calders. Actualment a més de la seva feina de docent a la universitat també es convidat a escoles, biblioteques i formacions diverses a on parla de la seva feina d'escriptor i de la literatura amb els nois, noies i adults que han llegit els seus llibres.

## Premis i reconeixements[8]
- Premi Cavall Fort (1980): Un desembre congelat i altres contes.[9]
- Premis literaris Ciutat d'Olot (1983): De com en Bernat es feu amic d'un núvol.
- Premi Lola Anglada de contes breus per a nois i noies (1988): Sis contes per a regal.
- Premi Carmesina de narrativa infantil (1993): Jocs de mags.
- Premi Josep Maria Folch i Torres (1993): El mar dels naufragis.
- Premi de la Crítica Serra d'Or de literatura infantil i juvenil (2010): El circ.